# Rossiya (trein)

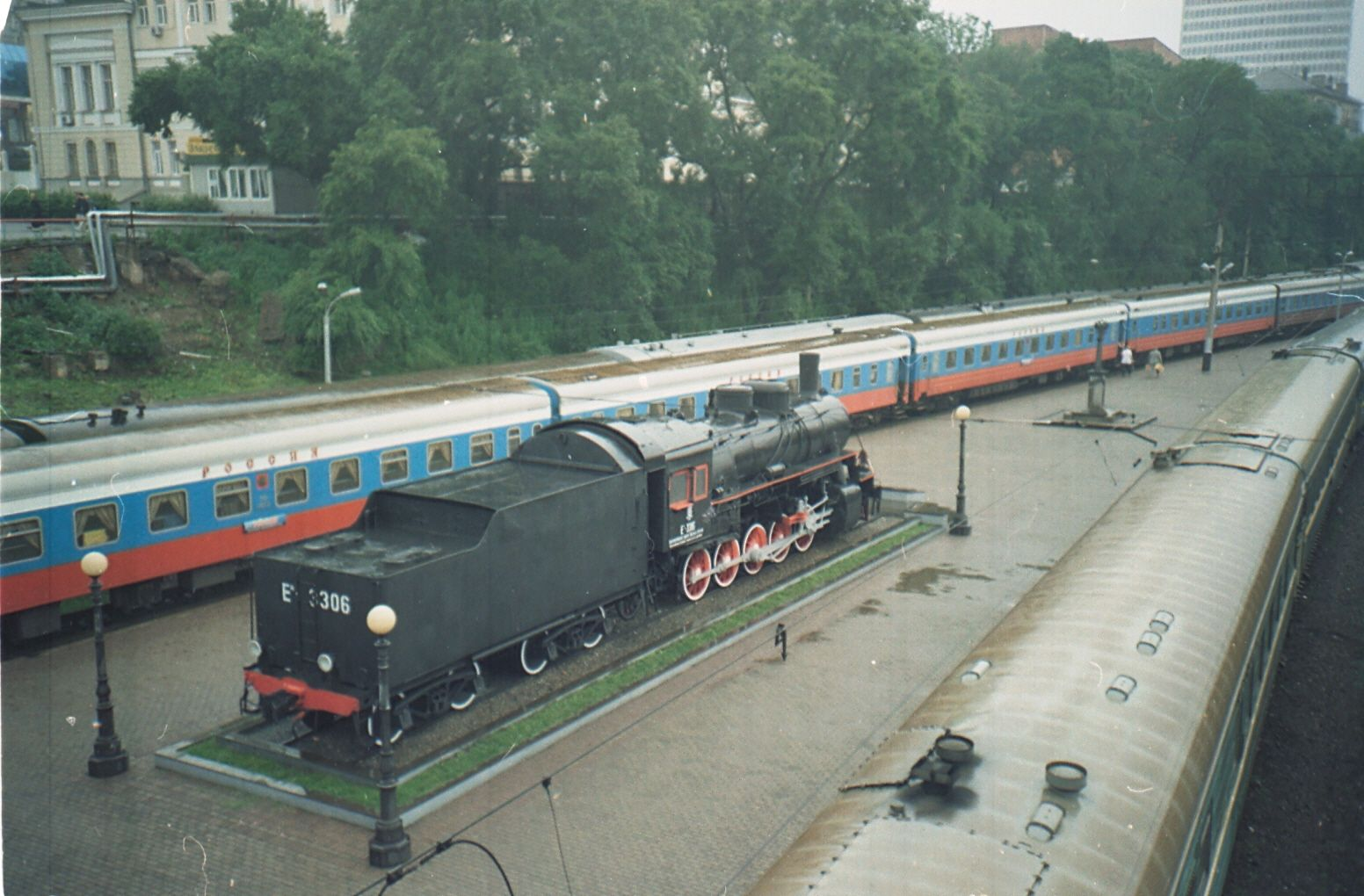
De Rossiya op het station van Vladivostok. Sinds begin 20e eeuw zijn de wagons geschilderd in de kleuren van de vlag van Rusland.

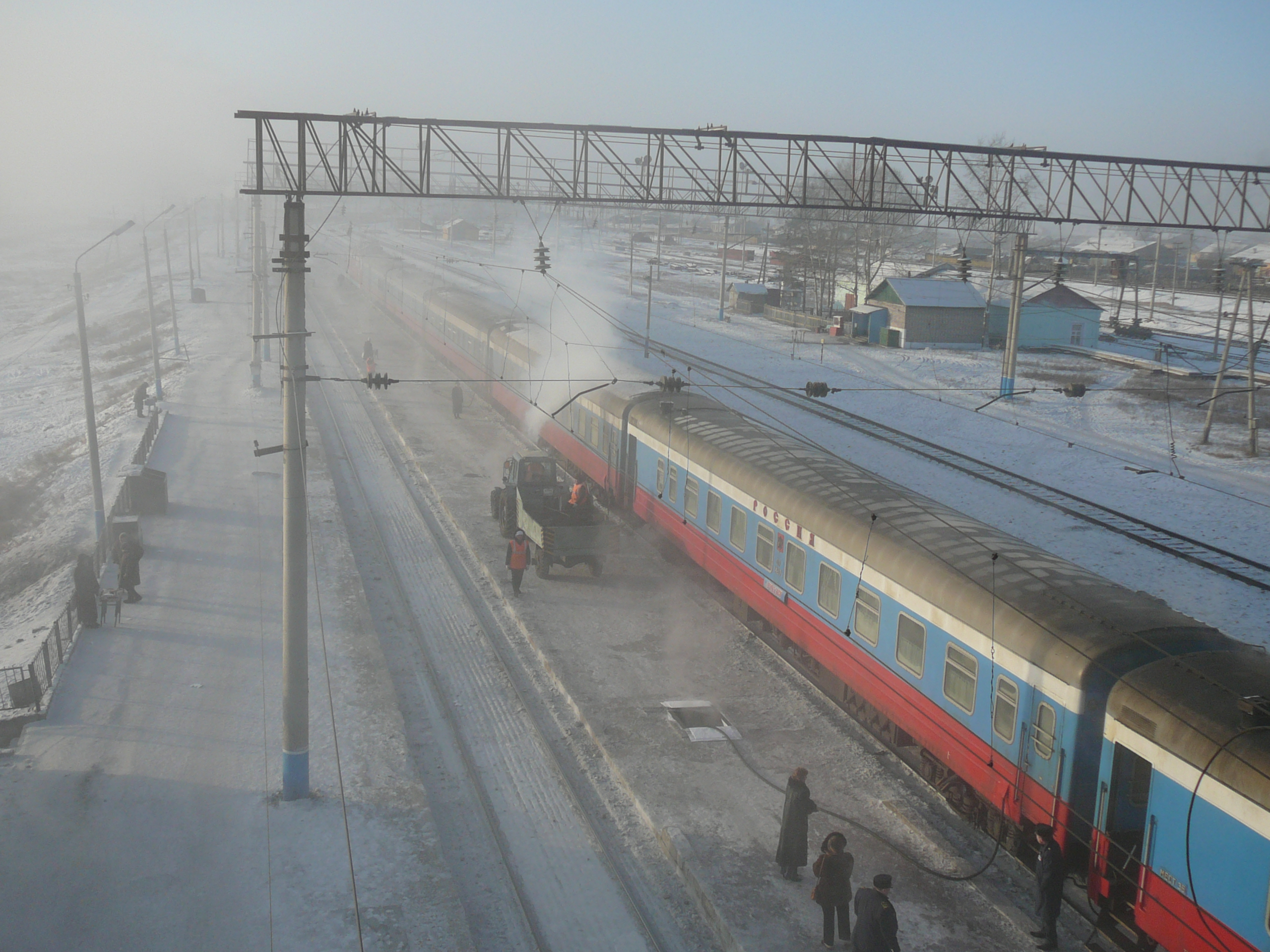
De Rossiya op het station van Mogocha in het oosten van Siberië, bij 40 graden onder nul.

De Rossiya  is een langeafstands-treinverbinding die de Russische steden Moskou en Vladivostok met elkaar verbindt. De trein volgt voor het grootste deel het hoofdtraject van de Trans-Siberische spoorlijn en legt in zes dagen een afstand af van 9.259 kilometer af. De Rossiya beschikt over slaaprijtuigen, heeft eerste, tweede en derde klas en een restauratierijtuig.
De trein startte haar eerste reis op 30 september 1966, maar er zijn voor die tijd wel voorlopers van de Rossiya geweest die een deel van de route reden.
De trein rijdt om de dag en start op het station Moskva Jaroslavskaja. Het eindpunt ligt op station Vladivostok, waar de trein weer aan de terugreis begint.